# Alchemilla jaquetiana
Alchemilla jaquetiana är en rosväxtart som beskrevs av Robert Buser. Alchemilla jaquetiana ingår i släktet daggkåpor, och familjen rosväxter. Inga underarter finns listade i Catalogue of Life.